# Цветотрон
Цветотрон (бел. Цветатрон) — белорусское предприятие электронной промышленности, расположенное в Бресте.

## История
В 1983 году в Бресте был основан завод «Цветотрон», входивший в НПО «Интеграл». Завод специализировался на производстве военной электроники, хотя изначально проектировался для размещения производства цветных кинескопов. В 2000 году завод преобразован в республиканское унитарное производственное предприятие. В 2005 году завод производил более 30 типонаименований импульсных и универсальных диодов, 40 типов стабилитронов, печатные платы, сельскохозяйственную электронику. Впоследствии преобразован в открытое акционерное общество. В 2013 году 75% акций «Цветотрона» было передано холдингу «Интеграл», 25% осталось в собственности Министерства промышленности Республики Беларусь.
В 1990-е годы завод выпускал игровые приставки ALF TV Game.

## Численность работников
В 1980-е годы на заводе работало около 6 тысяч человек. В 2014 году на заводе работало 262 человека, в 2016 году — 222 человека, в 2020 году — 145 человек. В период расцвета предприятия из-за большой численности работников к заводу была проведена троллейбусная линия.

## Современное состояние
Предприятие первоначально занимало большие производственные корпуса, которые продаются или сдаются в аренду. В 2016 году сообщалось о подготовке к полному переносу «Цветотрона» на меньшую площадку. В 2018 году начался демонтаж крупного недостроенного цеха «Цветотрона» для размещения торгово-развлекательного центра. В марте 2021 года сообщалось о подготовке к размещению в корпусах завода мебельной фабрики.
В 2020 году выручка завода составила 5,7 млн руб. (ок. 2,2 млн долларов), чистая прибыль — 824 тыс. руб. (ок. 300 тыс. долларов). По состоянию на апрель 2021 года завод выпускал диоды шумовые и импульсные, стабилитроны, электронную продукцию сельскохозяйственного назначения, системы лазерной маркировки и гравировки, блоки питания доильных залов, светодиодные светильники, платяные вешалки.